# Kostrići
Kostrići falu Horvátországban, a Sziszek-Monoszló megyében. Közigazgatásilag Majurhoz tartozik.

## Fekvése
Sziszek városától légvonalban 29, közúton 43 km-re délkeletre, községközpontjától 3 km-re keletre, a Mračaj-patak partján fekszik.

## Története
A település a 18. század második felében keletkezett, ekkor még csak néhány ház állt itt. Lipszky János 1808-ban Budán kiadott repertóriumában „Kosztressi” néven szerepel. Nagy Lajos 1829-ben kiadott művében „Kosztressi” néven 32 házzal és 164, többségben katolikus vallású lakossal találjuk. A katonai határőrvidék kialakítása után a Petrinya központú második báni ezredhez tartozott. A katonai közigazgatás megszüntetése után Zágráb vármegye részeként a Petrinyai járás része volt. A Mračaj-patakon egykor vízimalmok egész sora működött.
1918-ban az új szerb–horvát–szlovén állam, majd később Jugoszlávia része lett. Különösen nehéz időszakot élt át a térség lakossága a II. világháború alatt. 1941-ben a németbarát Független Horvát Állam része lett. Lakosságát csak 1948 óta számlálják önállóan. Ekkor 117-an lakták. A délszláv háború előtt teljes lakossága horvát nemzetiségű volt. 1991. június 25-én a független Horvátország része lett. A délszláv háború idején 1991-ben elfoglalták a JNA erői és a szerb szabadcsapatok. 1991. november 15-én a falu teljes lakosságát lemészárolták. 
 A Krajinai Szerb Köztársasághoz tartozott. 1995. augusztus 6-án a Vihar hadművelettel foglalta vissza a horvát hadsereg. A településnek 2011-ben mindössze 3 lakosa volt.

## Népesség
| Lakosság változása | Lakosság változása | Lakosság változása | Lakosság változása | Lakosság változása | Lakosság változása | Lakosság változása | Lakosság változása | Lakosság változása | Lakosság változása | Lakosság változása | Lakosság változása | Lakosság változása | Lakosság változása | Lakosság változása | Lakosság változása |
| ------------------ | ------------------ | ------------------ | ------------------ | ------------------ | ------------------ | ------------------ | ------------------ | ------------------ | ------------------ | ------------------ | ------------------ | ------------------ | ------------------ | ------------------ | ------------------ |
| 1857               | 1869               | 1880               | 1890               | 1900               | 1910               | 1921               | 1931               | 1948               | 1953               | 1961               | 1971               | 1981               | 1991               | 2001               | 2011               |
| 0                  | 0                  | 0                  | 0                  | 0                  | 0                  | 0                  | 0                  | 117                | 111                | 105                | 69                 | 47                 | 15                 | 4                  | 3                  |